# أخبار عمر (كتاب)
«أخبار عمر» كتاب للعلامة السوري الدمشقي علي الطنطاوي، صدر هذا الكتاب في عام 1959، وهو يقع في 464 صفحة من القَطْع المعتاد (17×24)، وفي آخره فهارس كاملة للأعلام والقبائل والأماكن، ثم ثَبَت بمصادر الكتاب (وعددها 157 بين مطبوع ومخطوط).
وهو الكتاب الذي ورث الكتاب الأقدم، "عمر بن الخطاب"، الذي صدر في جزأين في عام 1356هـ. ولكن كيف صار -من بعد- كتاب «أخبار عمر»؟ القصة أن المؤلف قد كتب كتاب «عمر» (كما كتب كتاب «أبو بكر» من قبله) بطلب من ناشر اشترط عليه جمع الأخبار وتبويبها بلا تعليق ولا تحليل، وقد أراد أن يعود إلى الكتاب بعد سنين بتعديل وتغيير، فلم يجد مخرجاً من الخلاف غير أن يغير الكتاب تغييراً جذرياً ويعيد نشره بهذا الاسم الجديد. قال في مقدمة كتيّب «قصة حياة عمر»: كتابي «عمر بن الخطاب» كان قد اقترحه عليّ ونشره لي الصديق العالم الشاعر أحمد عبيد، ثم نَقَضْتُ هذا الكتاب فبدّلت فيه وحذفت منه وزدت عليه، فكان كتاب «أخبار عمر» الذي يتداوله الناس.
وكما كان الحال مع كتاب «أبو بكر»، فقد كان هذا الكتاب -أيضاً- أولَ كتابٍ جامعٍ يؤلَّف في سيرة الفاروق في العصر الحاضر.
أما مادة الكتاب فتضمها سبعة أبواب تتفرع عنها فصول وعناوين؛ ويبدأ الكتاب بباب موجز عن عمر في الجاهلية، ثم باب عنه مع النبي صلى الله عليه وسلم، وفيه فصول عن إسلامه وهجرته وصحبته، ثم باب قصير عنه مع أبي بكر، ثم باب طويل متعدد الفصول عن «عمر أمير المؤمنين» في آخره فصل عن «أوّلياته»، وبعده باب عن «عمر الأديب» فيه فصول عن خطبه وكتبه ومعاهداته ووصاياه وكلماته وعنه مع الشعر والشعراء، وبعده باب عن «عمر الرجل» فيه فصول عن طعامه ولباسه ومركبه وسيرته مع أهله ومع الصحابة ومع الناس، ومنها فصول في مناقبه وإصابة رأيه وفراساته وكراماته، وأخيراً باب عن مقتله فيه عدة فصول.
وقد خُتم الكتاب بجزء عن عبد الله بن عمر كتبه ناجي الطنطاوي ويقع في بضع وثلاثين صفحة، وفيه فصول عن شخصيته وعبادته وزهده وورعه وموقفه في الفتنة وأقواله وكلماته وأسرته وأولاده وأخبار متفرقة عنه.

## وصلات خارجية
موقع علي الطنطاوي